# Diego Basso
Diego Basso (Castelfranco Veneto, 15 luglio 1964) è un direttore d'orchestra italiano.

## Biografia
Diego Basso si forma al Conservatorio di musica "Agostino Steffani" di Castelfranco Veneto, dove è successivamente tornato come insegnante di Prassi esecutiva della musica d’insieme (pop e rock).
Negli anni novanta collabora con Paolo Limiti in TV. Nel 2004 dà vita all'Orchestra Italiana di Musica Leggera, che dal 2007 si chiamerà Orchestra Ritmico Sinfonica Italiana. Nel 2014 inizia per Basso la direzione de Il Volo nelle tournée italiane, europee e americana, collaborazione che prosegue negli anni successivi.